# Малозабезпечена сім'я
Ма́лозабезпечена (сім'я́ або роди́на) — сім'я, яка з поважних або незалежних від неї причин має середньомісячний сукупний дохід нижчий від прожиткового мінімуму для сім'ї.
Найчастіше малозабезпеченими стають: багатодітні сім'ї, батьки чи матері-одиначки тощо.

## Малозабезпечені сім'ї в Україні

### Державна допомога та порядок її отримання
З метою забезпечення рівня життя не нижчого від прожиткового мінімуму надається грошова допомога найменш соціально захищеним верствам населення, у тому числі й малозабезпеченим сім'ям.
Державна соціальна допомога малозабезпеченим сім'ям — щомісячна допомога, яка надається у грошовій формі в розмірі, що залежить від величини середньомісячного сукупного доходу сім'ї.
Для отримання такої допомоги уповноважений представник сім'ї звертається з відповідною заявою до органу соціального захисту населення за місцем проживання або до виконкому сільської, селищної чи міської ради. До заяви додаються:
- документ, що посвідчує особу;
- довідка про склад сім'ї (до складу сім'ї не включаються особи, які перебувають на повному державному утриманні);
- декларація про доходи та майно осіб, які входять до складу сім'ї (у декларацію не включається державна соціальна допомога, призначена відповідно до закону; нарахована субсидія за спожиті комунальні послуги; сплачені членами сім'ї аліменти);
- довідка про наявність і розмір земельного частки (паю);
- Державна допомога призначається з місяця звернення, якщо протягом місяця подані всі необхідні документи.

### Статистика
- Згідно із статистичними даними (сайт Міністерства України у справах сім'ї, молоді та спорту) в Україні налічується 13,5 млн сімей. 206 011 сімей отримують державну соціальну допомогу малозабезпеченим сім'ям, 150 546 сімей отримують державну допомогу сім'ям з дітьми, 117 862 сім'ям надано житлово-комунальні субсидії, 182 240 сімей користуються пільгами (звільнення від оплати за дошкільний заклад, безкоштовне харчування дітей у ЗОШ, забезпечення дітей шкільною формою, безкоштовне відвідування гуртків)[2].

### Благодійні фонди, що турбуються проблемами малозабезпечених сімей
- Благодійний фонд «Світ для дітей»

Фонд канадської благодійної організації «Міжнародна Християнська Допомога» діє на теренах України понад десять років. Фондом спонсорується 40000 дітей у 15 країнах світу. У липні 2011 р. в учасниками Фонду було вручено 180 продуктових наборів 41 багатодітній та малозабезпеченій сім'ї Коломийського району.

## Малозабезпечені сім'ї у світі

### Туреччина
Малозабезпечені сім'ї отримують допомогу на кожну дитину, яка пішла в школу. З 2011 р. розмір щомісячної допомоги збільшений до 30-35 лір для учнів початкової школи, 35-45 лір для учнів середніх класів, і 45-55 лір для старших класів.

### Білорусь
Малозабезпеченими є сім'ї, дохід яких на 1 члена сім'ї не перевищує 187 200 білоруських рублів на місяць. Вони мають право на безкоштовне забезпечення продуктами харчування для дітей перших двох років життя.

### Франція
Малозабезпечені майбутні французькі матері починають отримувати допомогу вже з четвертого тижня вагітності. Також кожного серпня малозабезпечені сім'ї отримують ~ 280 € на купівлю шкільного приладдя.

### Австралія
У 2009 році малозабезпечені сім'ї отримали державну допомогу у загальній кількості 12,9 млрд доларів.

### Латвія
Малозабезпеченими вважаються такі сім'ї, де доходи на одного члена сім'ї не перевищують 90 латів на місяць. У цьому випадку школярі можуть отримати 40 латів на придбання шкільного приладдя. Допомогу у 20 латів отримують діти п'яти і шести років, які освоюють обов'язкову програму підготовки до школи. Часто така допомога — для батьків далеко не дармова. При отриманні допомоги на придбання шкільного приладдя необхідно укласти договір про зобов'язання співучасті, іншими словами, її потрібно відпрацювати.
Крім цього, малозабезпеченим школярам можуть надавати безкоштовні обіди. На харчування одного учня 2-6 класів виділяється 80 сантимів, а учням старших класів — по 1 лату.